# Michał Skóraś
Michał Krzysztof Skóraś (Jastrzębie-Zdrój, 15 febbraio 2000) è un calciatore polacco, centrocampista del Club Bruges e della nazionale polacca.

## Caratteristiche tecniche
È un esterno di centrocampo, capace di giocare sia a sinistra che a destra. All'occorrenza può giocare anche nel ruolo di terzino.

## Carriera

### Club
Cresce nelle giovanili del GKS Jatrzębie ma passa giovanissimo al Lech Poznań, dove nel 2018 si laurea campione di Polonia Under-19 sbagliando un rigore nella finale di ritorno contro il Cracovia, vinta comunque per 2-0.
Nel 2018-2019 passa in prestito in I liga al Bruk-Bet Termalica Nieciecza dove disputa 27 gare realizzando anche il suo primo gol da professionista. Sempre in prestito, nella stagione successiva, va al Raków Częstochowa, dove ha la possibilità di esordire in Ekstraklasa. Sul campo del Lechia Gdańsk realizza il suo primo gol nella massima serie polacca.
A gennaio viene richiamato dal Lech Poznań che ha intanto perso per infortunio Robert Gumny e ceduto Maciej Makuszewski, liberando di fatto due posti sulla fascia destra dove Skóraś gioca. Nel finale di stagione disputa solo alcuni spezzoni di gara, servendo però un ottimo assist nella vittoria esterna contro il Cracovia al compagno di squadra Filip Marchwiński.
Nella stagione 2020-2021 entra maggiormente al centro del progetto del Lech, venendo schierato spesso come titolare sulla fascia ed esordendo a livello internazionale nella trasferta svedese contro l'Hammarby. Il 22 ottobre è titolare in occasione del debutto in Europa League contro il Benfica, dove viene schierato come esterno di centrocampo. Il 5 ottobre 2020 realizza il suo primo gol europeo, nonché con la maglia del Lech, segnando il momentaneo 1-0 contro lo Standard Liegi, mentre Il 20 marzo 2021, in occasione della gara interna contro lo Jagiellonia Białystok arriva anche la prima marcatura in campionato.
Riconfermato anche nella stagione 2021-2022, il 30 luglio, alla seconda giornata di campionato realizza un gol contro il Górnik Zabrze che fissa il risultato sull'1-3. Il 2 maggio 2022, disputa da titolare la finale di Puchar Polski contro il Raków Częstochowa, persa per 1-3; pochi giorni più tardi, contribuisce alla vittoria dell'ottavo titolo nazionale nella storia del Lech.
Il 26 aprile 2023, viene ufficializzato l'ingaggio di Skóraś a titolo definitivo (per circa sei milioni di euro) da parte del Club Bruges, nella massima serie belga, a partire dal 1º luglio seguente: il giocatore ha firmato un contratto quadriennale con la società fiamminga.

### Nazionale
Ha giocato nelle nazionali giovanili polacche Under-16, Under-17, Under-18 ed Under-19.
Con la Nazionale Under-20 polacca ha preso parte al Campionato mondiale di calcio Under-20 2019.
Il 28 ottobre 2020 viene convocato per la prima volta in under-21, esordendo il 17 novembre successivo da titolare contro la Lettonia.
Il 22 settembre 2022 esordisce in nazionale maggiore nella partita persa 2-0 in Nations League contro i Paesi Bassi.
Nel novembre del 2022, viene incluso dal CT Czesław Michniewicz nella rosa polacca partecipante ai Mondiali di calcio in Qatar.

## Statistiche

### Presenze e reti nei club
Statistiche aggiornate al 10 aprile 2025.
| Stagione              | Squadra               | Campionato            | Campionato | Campionato | Coppe nazionali | Coppe nazionali | Coppe nazionali | Coppe continentali | Coppe continentali | Coppe continentali | Altre coppe | Altre coppe | Altre coppe | Totale | Totale |
| Stagione              | Squadra               | Comp                  | Pres       | Reti       | Comp            | Pres            | Reti            | Comp               | Pres               | Reti               | Comp        | Pres        | Reti        | Pres   | Reti   |
| --------------------- | --------------------- | --------------------- | ---------- | ---------- | --------------- | --------------- | --------------- | ------------------ | ------------------ | ------------------ | ----------- | ----------- | ----------- | ------ | ------ |
| 2017-2018             | Lech Poznań II        | 3L                    | 14         | 0          | -               | -               | -               | -                  | -                  | -                  | -           | -           | -           | 14     | 0      |
| 2018-2019             | Nieciecza             | 1L                    | 27         | 1          | PP              | 1               | 0               | -                  | -                  | -                  | -           | -           | -           | 28     | 1      |
| 2019-gen. 2020        | Raków Częstochowa     | EK                    | 15         | 1          | PP              | 2               | 0               | -                  | -                  | -                  | -           | -           | -           | 17     | 1      |
| gen.-giu. 2020        | Lech Poznań           | EK                    | 5          | 0          | PP              | 0               | 0               | -                  | -                  | -                  | -           | -           | -           | 5      | 0      |
| gen.-giu. 2020        | Lech Poznań II        | 2L                    | 5          | 1          | -               | -               | -               | -                  | -                  | -                  | -           | -           | -           | 5      | 1      |
| 2020-2021             | Lech Poznań           | EK                    | 26         | 2          | PP              | 3               | 0               | UEL                | 9                  | 1                  | -           | -           | -           | 38     | 3      |
| 2020-2021             | Lech Poznań II        | 2L                    | 1          | 2          | -               | -               | -               | -                  | -                  | -                  | -           | -           | -           | 1      | 2      |
| 2021-2022             | Lech Poznań           | EK                    | 29         | 2          | PP              | 6               | 0               | -                  | -                  | -                  | -           | -           | -           | 35     | 2      |
| 2021-2022             | Lech Poznań II        | 2L                    | 2          | 1          | -               | -               | -               | -                  | -                  | -                  | -           | -           | -           | 2      | 1      |
| Totale Lech Poznan II | Totale Lech Poznan II | Totale Lech Poznan II | 22         | 4          |                 | 0               | 0               |                    | 0                  | 0                  |             | 0           | 0           | 22     | 4      |
| 2022-2023             | Lech Poznań           | EK                    | 32         | 9          | PP              | 0               | 0               | UCL+UECL           | 2+18               | 0+7                | SP          | 1           | 0           | 53     | 16     |
| Totale Lech Poznan    | Totale Lech Poznan    | Totale Lech Poznan    | 92         | 13         |                 | 9               | 0               |                    | 29                 | 8                  |             | 1           | 0           | 131    | 21     |
| 2023-2024             | Club Bruges           | D1                    | 28         | 2          | CB              | 4               | 0               | UECL               | 15                 | 2                  | -           | -           | -           | 47     | 4      |
| 2024-2025             | Club Bruges           | D1                    | 24         | 0          | CB              | 4               | 2               | UCL                | 5                  | 0                  | -           | -           | -           | 33     | 2      |
| Totale Club Bruges    | Totale Club Bruges    | Totale Club Bruges    | 52         | 2          |                 | 8               | 2               |                    | 20                 | 2                  |             | 0           | 0           | 80     | 6      |
| Totale carriera       | Totale carriera       | Totale carriera       | 208        | 21         |                 | 20              | 2               |                    | 49                 | 10                 |             | 1           | 0           | 278    | 33     |

### Cronologia presenze e reti in nazionale
| Cronologia completa delle presenze e delle reti in nazionale ― Polonia | Cronologia completa delle presenze e delle reti in nazionale ― Polonia | Cronologia completa delle presenze e delle reti in nazionale ― Polonia | Cronologia completa delle presenze e delle reti in nazionale ― Polonia | Cronologia completa delle presenze e delle reti in nazionale ― Polonia | Cronologia completa delle presenze e delle reti in nazionale ― Polonia | Cronologia completa delle presenze e delle reti in nazionale ― Polonia | Cronologia completa delle presenze e delle reti in nazionale ― Polonia |
| Data                                                                   | Città                                                                  | In casa                                                                | Risultato                                                              | Ospiti                                                                 | Competizione                                                           | Reti                                                                   | Note                                                                   |
| ---------------------------------------------------------------------- | ---------------------------------------------------------------------- | ---------------------------------------------------------------------- | ---------------------------------------------------------------------- | ---------------------------------------------------------------------- | ---------------------------------------------------------------------- | ---------------------------------------------------------------------- | ---------------------------------------------------------------------- |
| 22-9-2022                                                              | Varsavia                                                               | Polonia                                                                | 0 – 2                                                                  | Paesi Bassi                                                            | UEFA Nations League 2022-2023 - 1º turno                               | -                                                                      | 79’                                                                    |
| 30-11-2022                                                             | Doha                                                                   | Polonia                                                                | 0 – 2                                                                  | Argentina                                                              | Mondiali 2022 - 1º turno                                               | -                                                                      | 46’                                                                    |
| 24-3-2023                                                              | Praga                                                                  | Rep. Ceca                                                              | 3 – 1                                                                  | Polonia                                                                | Qual. Euro 2024                                                        | -                                                                      | 46’                                                                    |
| 27-3-2023                                                              | Varsavia                                                               | Polonia                                                                | 1 – 0                                                                  | Albania                                                                | Qual. Euro 2024                                                        | -                                                                      | 68’                                                                    |
| 16-6-2023                                                              | Varsavia                                                               | Polonia                                                                | 1 – 0                                                                  | Germania                                                               | Amichevole                                                             | -                                                                      | 17’                                                                    |
| 7-9-2023                                                               | Varsavia                                                               | Polonia                                                                | 2 – 0                                                                  | Fær Øer                                                                | Qual. Euro 2024                                                        | -                                                                      | 46’                                                                    |
| 10-9-2023                                                              | Tirana                                                                 | Albania                                                                | 2 – 0                                                                  | Polonia                                                                | Qual. Euro 2024                                                        | -                                                                      | 70’                                                                    |
| 7-6-2024                                                               | Varsavia                                                               | Polonia                                                                | 3 – 1                                                                  | Ucraina                                                                | Amichevole                                                             | -                                                                      |                                                                        |
| 25-6-2024                                                              | Dortmund                                                               | Francia                                                                | 1 – 1                                                                  | Polonia                                                                | Euro 2024 - 1º turno                                                   | -                                                                      | 68’                                                                    |
| Totale                                                                 |                                                                        | Presenze                                                               | 9                                                                      |                                                                        | Reti                                                                   | 0                                                                      |                                                                        |

| Cronologia completa delle presenze e delle reti in nazionale ― Polonia under 21 | Cronologia completa delle presenze e delle reti in nazionale ― Polonia under 21 | Cronologia completa delle presenze e delle reti in nazionale ― Polonia under 21 | Cronologia completa delle presenze e delle reti in nazionale ― Polonia under 21 | Cronologia completa delle presenze e delle reti in nazionale ― Polonia under 21 | Cronologia completa delle presenze e delle reti in nazionale ― Polonia under 21 | Cronologia completa delle presenze e delle reti in nazionale ― Polonia under 21 | Cronologia completa delle presenze e delle reti in nazionale ― Polonia under 21 |
| Data                                                                            | Città                                                                           | In casa                                                                         | Risultato                                                                       | Ospiti                                                                          | Competizione                                                                    | Reti                                                                            | Note                                                                            |
| ------------------------------------------------------------------------------- | ------------------------------------------------------------------------------- | ------------------------------------------------------------------------------- | ------------------------------------------------------------------------------- | ------------------------------------------------------------------------------- | ------------------------------------------------------------------------------- | ------------------------------------------------------------------------------- | ------------------------------------------------------------------------------- |
| 17-11-2020                                                                      | -                                                                               | Polonia under 21                                                                | 3 – 1                                                                           | Lettonia under 21                                                               | Qual. Europeo Under-21 2021                                                     | -                                                                               | 80’                                                                             |
| 3-9-2021                                                                        | Jelgava                                                                         | Lettonia under 21                                                               | 0 – 2                                                                           | Polonia under 21                                                                | Qual. Europeo Under-21 2023                                                     | 1                                                                               | 90’                                                                             |
| 7-9-2021                                                                        | -                                                                               | Polonia under 21                                                                | 1 – 2                                                                           | Israele under 21                                                                | Qual. Europeo Under-21 2023                                                     | -                                                                               |                                                                                 |
| 8-10-2021                                                                       | -                                                                               | Ungheria under 21                                                               | 2 – 2                                                                           | Polonia under 21                                                                | Qual. Europeo Under-21 2023                                                     | -                                                                               | 90’                                                                             |
| 12-11-2021                                                                      | Großaspach                                                                      | Germania under 21                                                               | 0 – 4                                                                           | Polonia under 21                                                                | Qual. Europeo Under-21 2023                                                     | 1                                                                               | 84’                                                                             |
| 16-11-2021                                                                      | Cracovia                                                                        | Polonia under 21                                                                | 5 – 0                                                                           | Lettonia under 21                                                               | Qual. Europeo Under-21 2023                                                     | -                                                                               | 27’ 72’                                                                         |
| 24-3-2022                                                                       | Petah Tikva                                                                     | Israele under 21                                                                | 2 – 2                                                                           | Polonia under 21                                                                | Qual. Europeo Under-21 2023                                                     | -                                                                               | 69’                                                                             |
| 29-3-2022                                                                       | Zabrze                                                                          | Polonia under 21                                                                | 1 – 1                                                                           | Ungheria under 21                                                               | Qual. Europeo Under-21 2023                                                     | 1                                                                               |                                                                                 |
| 2-6-2022                                                                        | Serravalle                                                                      | San Marino under 21                                                             | 0 – 5                                                                           | Polonia under 21                                                                | Qual. Europeo Under-21 2023                                                     | 1                                                                               | 61’                                                                             |
| 7-6-2022                                                                        | Łódź                                                                            | Polonia under 21                                                                | 1 – 2                                                                           | Germania under 21                                                               | Qual. Europeo Under-21 2023                                                     | -                                                                               |                                                                                 |
| Totale                                                                          |                                                                                 | Presenze                                                                        | 10                                                                              |                                                                                 | Reti                                                                            | 4                                                                               |                                                                                 |

## Palmarès

### Club

#### Competizioni nazionali
- Campionato polacco: 1

Lech Poznań: 2021-2022
- Campionato belga: 1

Club Bruges: 2023-2024
- Coppa del Belgio: 1

Club Bruges: 2024-2025
- Supercoppa del Belgio: 1

Club Bruges: 2025

#### Competizioni giovanili
- Centralna Liga Juniorów: 1

Lech Poznan: 2017-2018